# Giovanni Andrea de Magistris
Pour les articles homonymes, voir Magistris.
 (avril 2025).
La mise en forme du texte ne suit pas les recommandations de Wikipédia : il faut le « wikifier ».
Les points d'amélioration suivants sont les cas les plus fréquents. Le détail des points à revoir est peut-être précisé sur la page de discussion.
- Les titres sont pré-formatés par le logiciel. Ils ne sont ni en capitales, ni en gras.
- Le texte ne doit pas être écrit en capitales (les noms de famille non plus), ni en gras, ni en italique, ni en « petit »…
- Le gras n'est utilisé que pour surligner le titre de l'article dans l'introduction, une seule fois.
- L'italique est rarement utilisé : mots en langue étrangère, titres d'œuvres, noms de bateaux, etc.
- Les citations ne sont pas en italique mais en corps de texte normal. Elles sont entourées par des guillemets français : « et ».
- Les listes à puces sont à éviter, des paragraphes rédigés étant largement préférés. Les tableaux sont à réserver à la présentation de données structurées (résultats, etc.).
- Les appels de note de bas de page (petits chiffres en exposant, introduits par l'outil «  Source ») sont à placer entre la fin de phrase et le point final[comme ça].
- Les liens internes (vers d'autres articles de Wikipédia) sont à choisir avec parcimonie. Créez des liens vers des articles approfondissant le sujet. Les termes génériques sans rapport avec le sujet sont à éviter, ainsi que les répétitions de liens vers un même terme.
- Les liens externes sont à placer uniquement dans une section « Liens externes », à la fin de l'article. Ces liens sont à choisir avec parcimonie suivant les règles définies. Si un lien sert de source à l'article, son insertion dans le texte est à faire par les notes de bas de page.
- La présentation des références doit suivre les conventions bibliographiques. Il est recommandé d'utiliser les modèles {{Ouvrage}}, {{Chapitre}}, {{Article}}, {{Lien web}} et/ou {{Bibliographie}}. Le mode d'édition visuel peut mettre en forme automatiquement les références.
- Insérer une infobox (cadre d'informations à droite) n'est pas obligatoire pour parachever la mise en page.

Pour une aide détaillée, merci de consulter Aide:Wikification.
Si vous pensez que ces points ont été résolus, vous pouvez retirer ce bandeau et améliorer la mise en forme d'un autre article.
Giovanni Andrea de Magistris (Caldarola, 1510 ? (documenté depuis 1519) – après 1573) est un peintre de la Renaissance italienne.

## Biographie
Giovanni Andrea, fils de Berardinus Iacobi Magistri de Caldarola , est né probablement au début du XVIe siècle. Avec Palmisiano, Piergiacomo, Tiberio et Francesca, il fut le chef d'une famille de peintres originaires de Caldarola dans la province de Macerata, dans les Marches. Les fils Simone, Palmino et Giovanfrancesco travaillèrent également comme peintres, donnant ainsi vie à ladite « École de Caldarola ».
Le 28 février 1520, comme en témoignent les contrats de discipulato découverts, il fut accueilli dans l'atelier du peintre de tolentino Marchisiano di Giorgio avec Antonio, le fils de Lorenzo d'Alessandro de San Severino Marche , comme « famuli », c'est-à-dire disposés à fournir également une assistance dans la gestion domestique de la maison du peintre. Le contrat que Berardino avait stipulé pour son fils, un jeune apprenti, avec Marchisiano fut alors annulé pour les deux années restantes le 9 janvier 1522.
Le 3 juin 1533 fut signé le contrat de mariage entre Giovanni Andrea et Camilla, en effet Ambrogio di Giovanni Paolo da Caldarola avait promis de payer à Giovanni Andrea di Berardino la dot de sa fille.
Giovanni Andrea de Magistris fut considéré comme « un artiste périphérique » et aussi comme un « auteur sans normes » . Pourtant ses nombreuses œuvres démontrent une personnalité vive et réceptive, capable d'accueillir et d'interpréter les nouveautés picturales des maîtres étrangers de passage dans les Marches ainsi que celles en circulation par des gravures imprimées.
Giovanni Andrea dans ses œuvres et malgré une adhésion dévouée à des schémas figuratifs précis, mène l'histoire avec un air de conte de fées que l'articulation des plans et la gamme élégante de la palette non réductible à la « manière romaine ». 
Dans de nombreuses œuvres , le caractère prédominant du thème iconographique est « raphaélesque », mais il est brisé en surface comme par le vent fort qui a circulé dans les provinces méridionales de la région appauvrissant l'invention au profit d'une banalisation linguistique en termes dialectaux. 
Le premier à s'intéresser à ce peintre fut Antonio Bittarelli. Ce dernier est à l'origine de la dénomination de l'école de Caldarola qui remonte à 1975. Giampiero Donnini a récemment attribué deux œuvres précédemment attribuées à Giovanni Andrea De Magistris à des artistes différents. Il s'agit de la fresque présente dans l'église de San Giuseppe à Gagliole et de la toile à Ascoli Piceno.
Parmi les premières œuvres importantes de Giovanni Andrea figurent la fresque de l'église paroissiale de Mecciano, un hameau de la commune de Camerino, la Madonna del Carmelo de 1537 dans la collégiale de San Martino à Caldarola et la fresque, également datée de 1537, qui est présente sur le mur latéral de l' église de Vestignano, également dans la commune de Caldarola. 
Après examen des trois œuvres importantes que sont la Madonna del Carmelo de 1537, la Madonna en trône avec l'Enfant et les saints de Pieve Torina de 1540 et l'Annonciation de Sellano de 1543, la vocation raphaélique de l'auteur est à nouveau évidente, mais sur cette base, Giovanni Andrea élargit son répertoire par l'influence de la peinture de Lorenzo Lotto. « Le résultat est un langage teinté de cadences populaires et de tendre mélancolie, dépourvu de force graphique et de tension plastique, mais racheté en partie par la candeur des sentiments et l'agrément de la composition chromatique. […] La veine créatrice de Giovanni Andrea est alimentée par un raphaélisme réflexe, médiatisé selon toute probabilité par l'auteur le plus cultivé et le plus vivant actif dans la Marche Fermane et dans la région d'Ascoli pendant la première moitié du XVIe siècle, à savoir Vincenzo Pagani ».
Avec le retable de Montesanto,  conservé au Musée diocésain de Spolète, on peut considérer que l'artiste a atteint son apogée expressive.

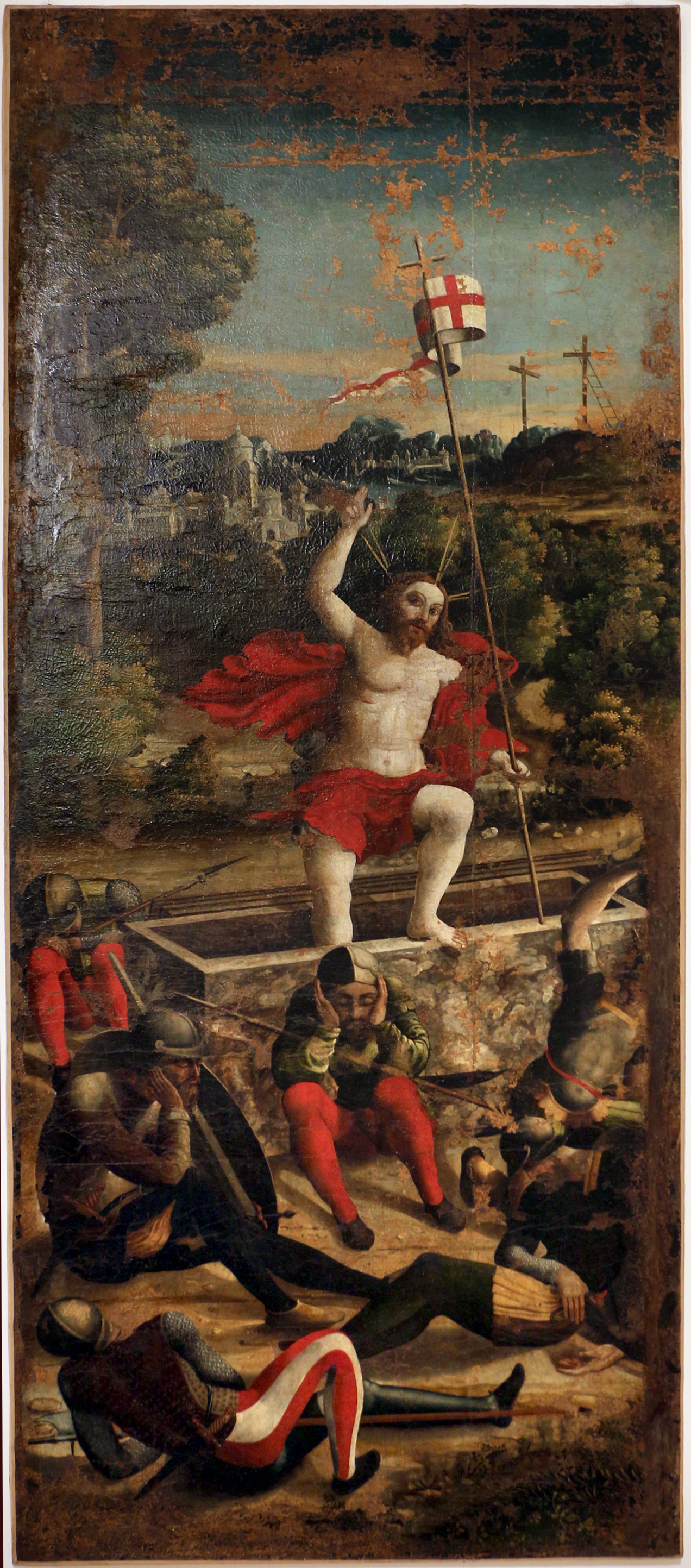
Résurrection, galerie d'art de Massa Fermana

## Oeuvres
- Soffitto ligneo, 1529, decorazione, Ripatransone (AP), Chiesa di San Francesco, opera andata distrutta nel corso del Novecento.
- Presepio, San Sebastiano e San Rocco, 1530, affresco, 232x253, Gagliole (MC), Chiesa di San Giuseppe.
- Natività, Olio su tela, 298x225, Ascoli Piceno, Sala dei Parati, Duomo.
- Madonna con Bambino, Sant'Anna e frammento di santo, 1536 ?, affresco, 178x235, Camerino, Chiesa di Mecciano
- Madonna del Carmelo, 1537, olio su tavola, 150x210, iscrizione: IO AN ADREA FECIT MDXXXVII, Caldarola (MC), Collegiata di San Martino
- Madonna con Bambino e santi, 1538, affresco, 200x320, iscrizione: HOC OPUS F.F. JOANES / MARTINUS AUGUSTI CO / ET MEDEA UXOR EIUS / MDXXXVIII, Vestignano, Caldarola (MC), Chiesa di San Martino e San Giorgio
- Madonna con Bambino e santi, 1540, olio su tela, 128x193, iscrizione: IO ANDREA DE BERNARDI / NU PITTORE DACALLARO / FECIT / MDXXXX, Pieve Torina (MC), Chiesa parrocchiale di Santa Maria Assunta.
- Annunciazione, 1543, iscrizione: JOA NANDREA / DE CALDEROLA / F. 1543, Sellano (PG), Chiesa di Montevigi ora nel Museo diocesano (Spoleto).
- Sacra Famiglia e santi, Olio su tavola, 150x210, Sellano (PG), Chiesa di Montesantovigi
- Madonna del Rosario, olio su tela, Caldarola (MC), Chiesa dei Santi Gregorio e Valentino
- Madonna della Misericordia, olio su tela, 30x60, Camerino, Museo diocesano proveniente dal un'edicola di Piampalente.
- Sacra Famiglia e santi, 1547, olio su tela, 203x131, iscrizione: IOAN ANDREA DE BERNARDINO DA CALDAROLA 1547, Colfano Camporotondo di Fiastrone (MC), Chiesa conventuale.
- San Giorgio e San Martino, 1551, affresco, iscrizione: ORA PRO NOBIS BEATE MARTINE e IO ANDREA PINTORE DE CALDAROLA FECIT, 1551, Vestignano, Caldarola (MC), Chiesa di San Martino e San Giorgio
- Madonna della Salute e santi, affresco, 172x195, iscrizione: ANDREA PINTORE DE CALDAROLA F. 1551 Camerino, Chiesa parrocchiale di Piampalente.
- Scene della Passione, affresco, iscrizione: JOAN ANDREA PENTORE DA CALDAROLA FECE MDXXXXXII Camerino, Chiesa parrocchiale di Piampalente.
- Presepio, Annunciazione e Misteri del Rosario, 1553, affresco, 225x280, iscrizione: 1553, Vestignano, Caldarola (MC), Chiesa di San Martino e San Giorgio
- Madonna con Bambino, affresco, Castel San Venanzio, Serrapetrona, (MC), Chiesa della Madonna del Ponte.

## Galerie d'images
Collégiale de San Martino (Caldarola)

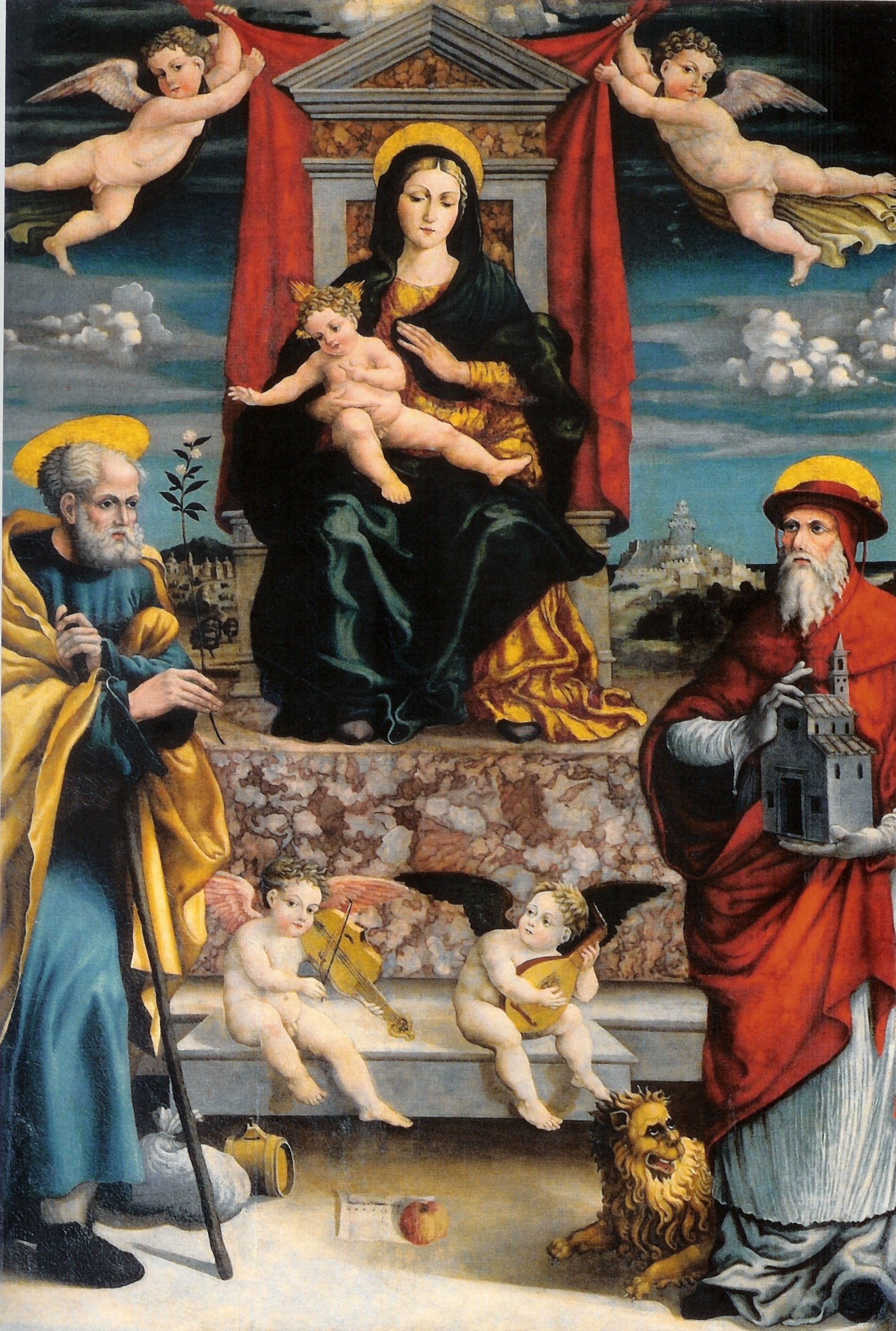
Madone du Carmel, 1537, huile sur panneau, 150x210, inscription : IO AN ADREA FECIT MDXXXVII, autel latéral

Église des Saints Martino et Giorgio (Caldarola), première moitié du XVIe siècle

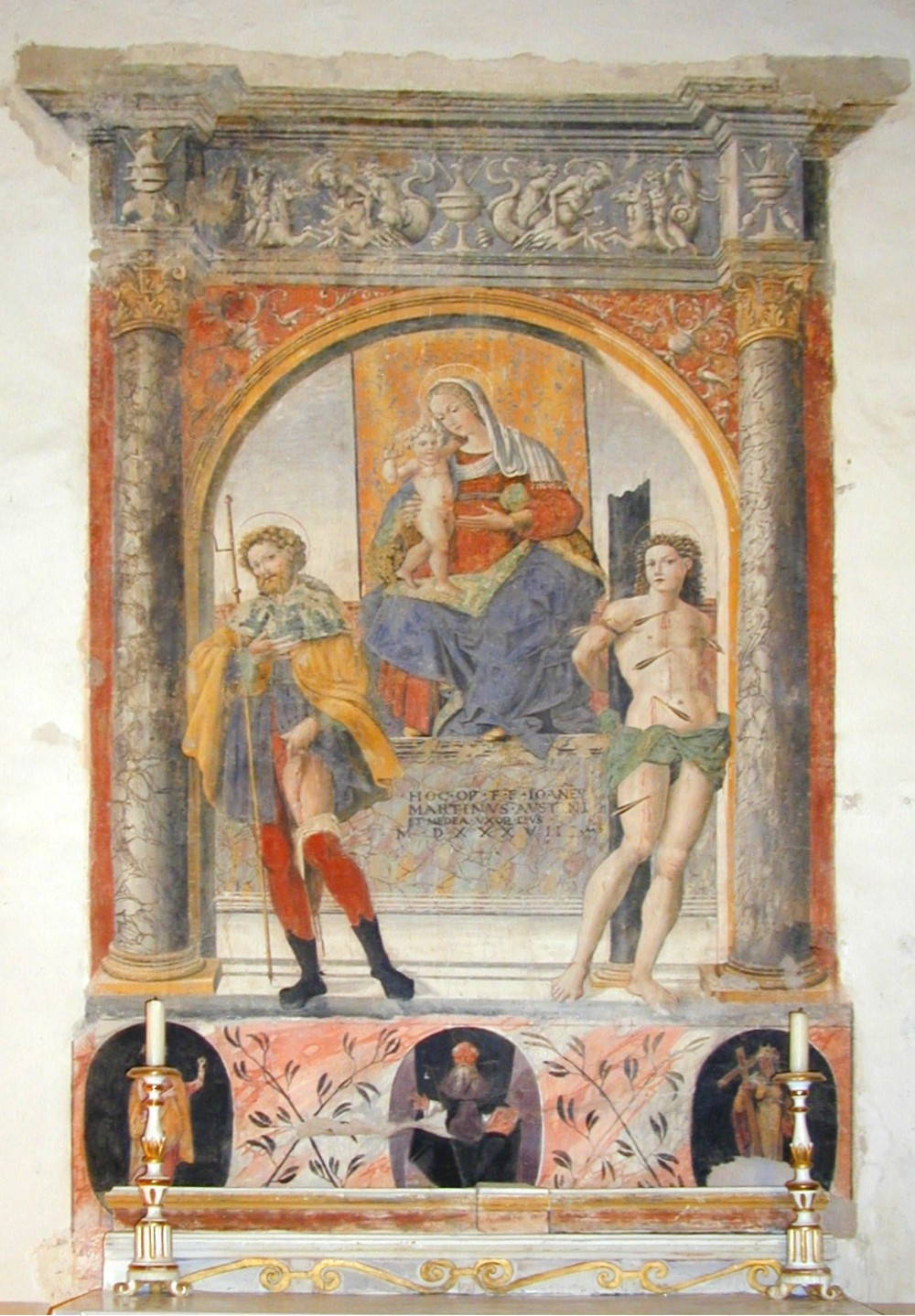
Vierge à l'Enfant et aux Saints, 1538, fresque, 200x320, inscription : HOC OPUS FF JOANES / MARTINUS AUGUSTI CO / ET MEDEA UXOR EIUS / MDXXXVIII
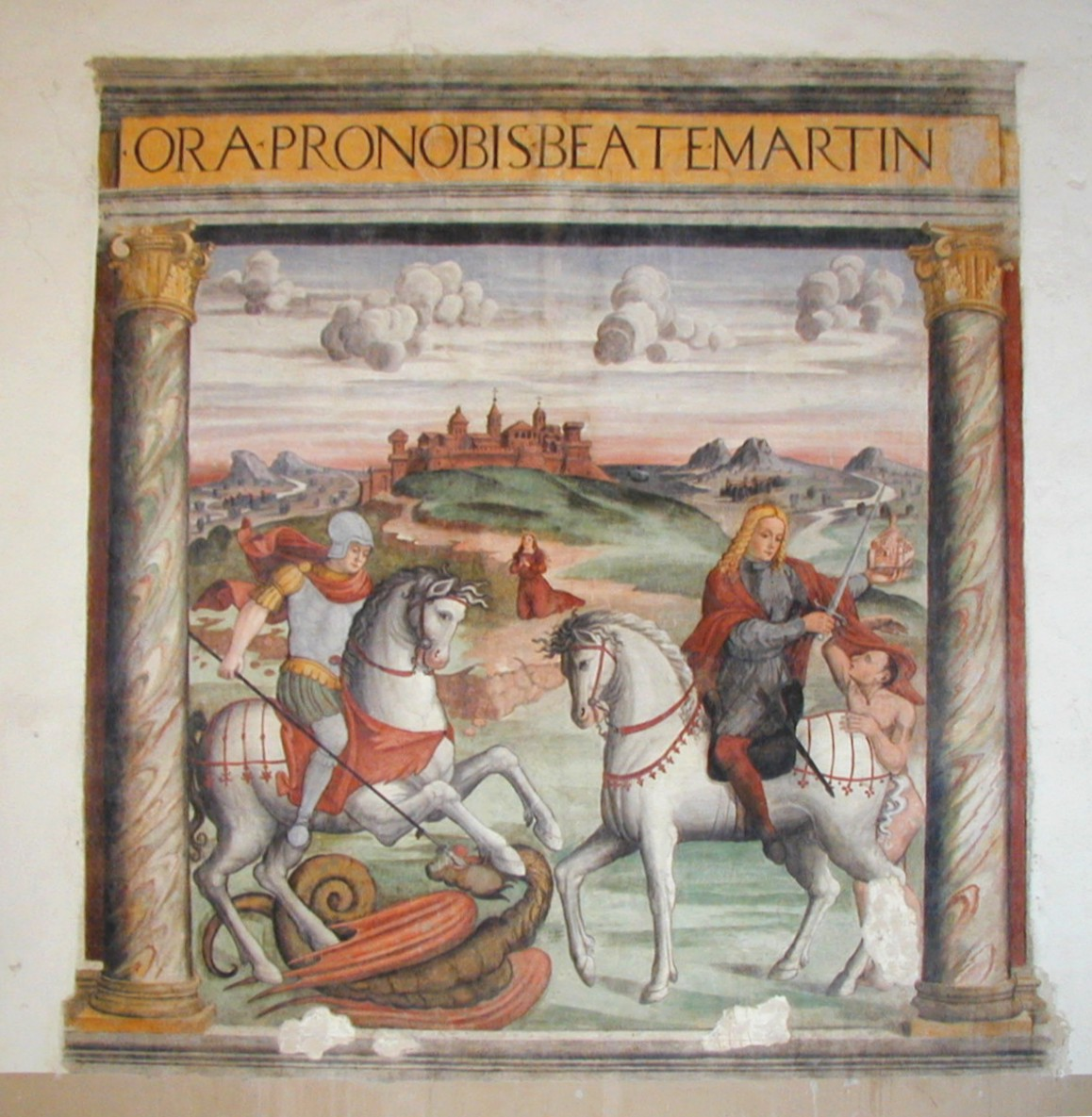
Saint Georges et Saint Martin, 1551, fresque, inscription : ORA PRO NOBIS BEATE MARTINE et I ANDREA PINTORE DE CALDAROLA FECIT, 1551
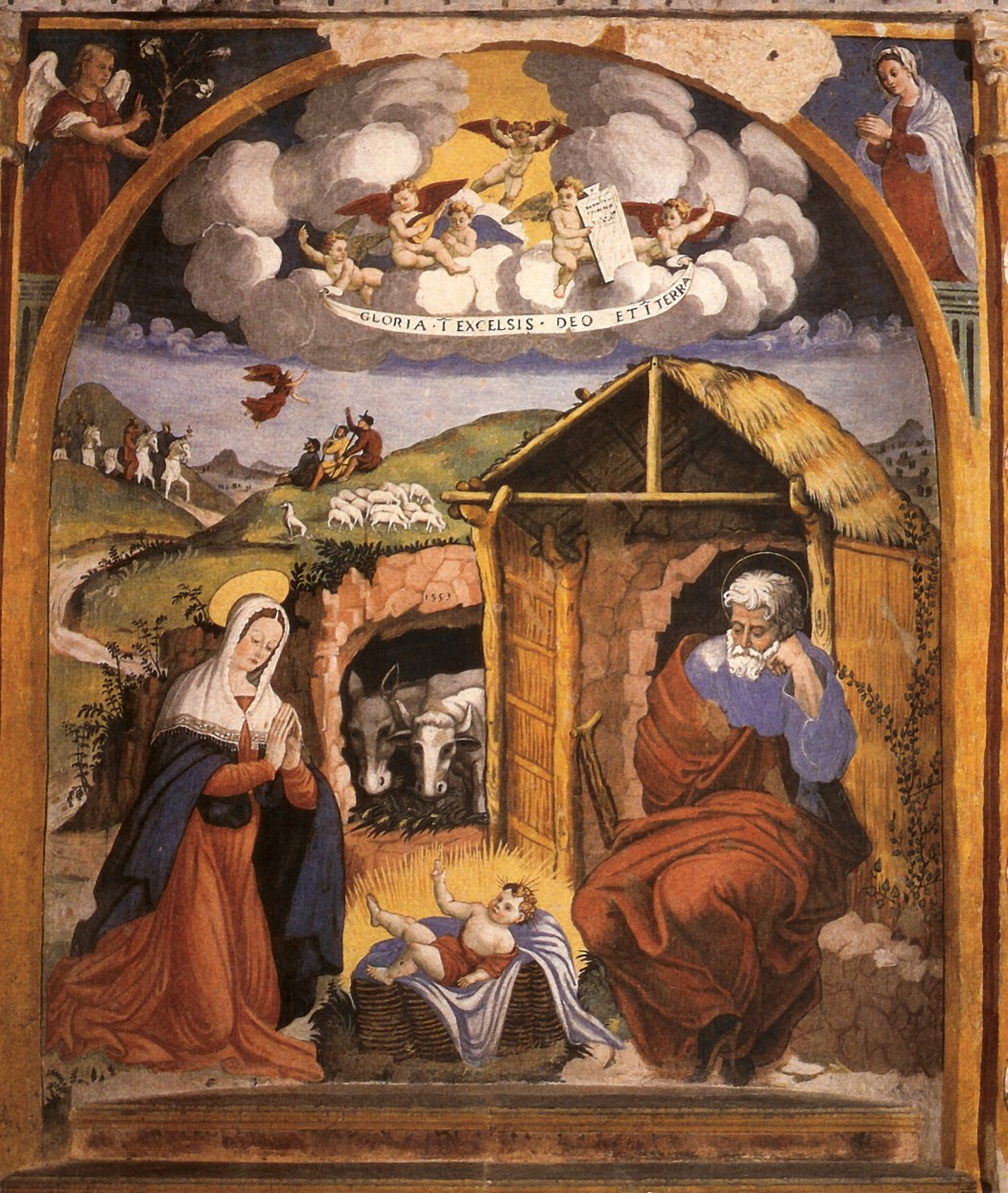
Crèche avec Annonciation, 1553, fresque, 225x280, inscription : 1553
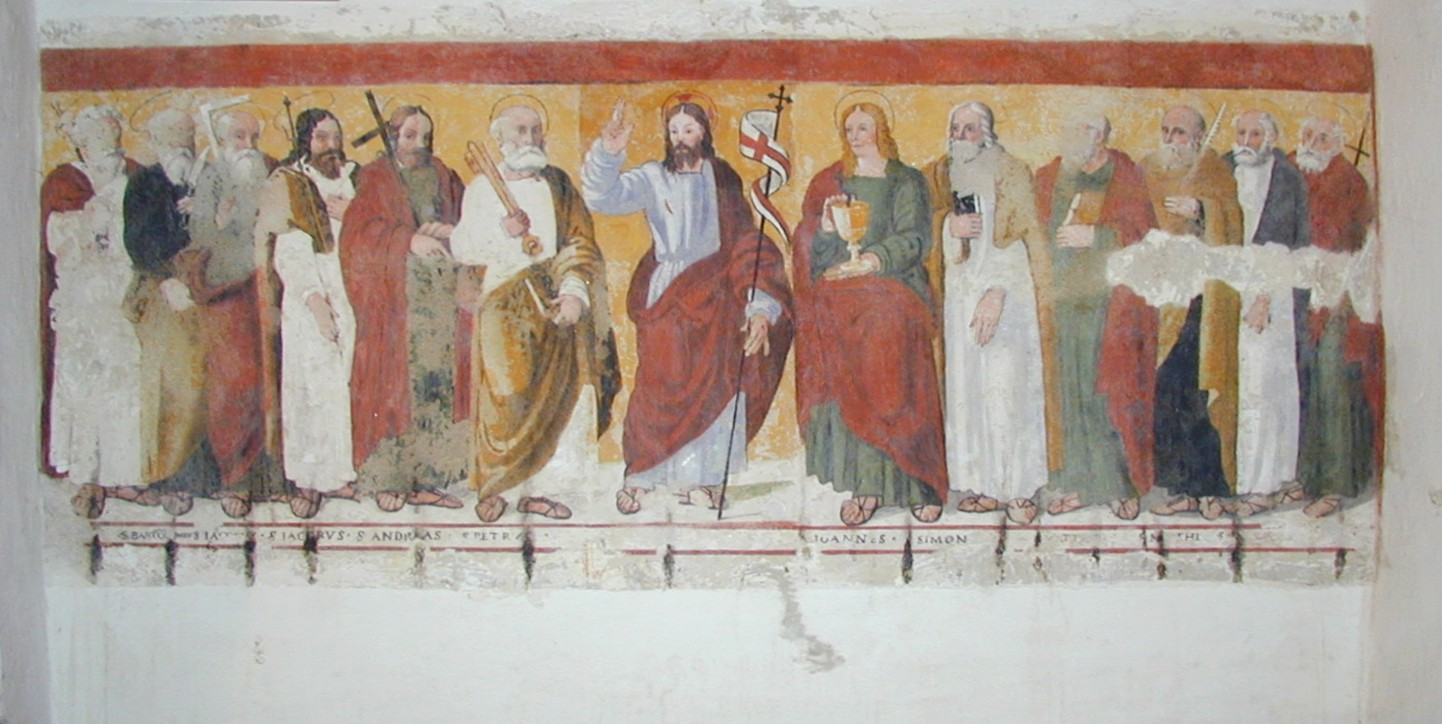
Jésus parmi les apôtres, fresque